# Paul Cullen
Paul Cullen, född 29 april 1803 i Kildare, Irland, död 24 oktober 1878 i Dublin, Irland, var en irländsk katolsk kardinal och ärkebiskop.
Cullen blev 1852 ärkebiskop av Dublin, 1866 blev han kardinal med San Pietro in Montorio som titelkyrka, som den förste av irländsk börd. Cullen tog livlig del i den nationella rörelsen i Irland 1850-1852 men drog sig sedan tillbaka och förbjöd sina underlydande präster varje deltagande i politiken. Som delegerad vid Vatikankollegiet 1869-1870 arbetade han ivrigt för ofelbarhetsdogmens antagande.